# San Pedro Félix de Cangas
Cangas (llamada oficialmente San Fiz de Cangas) es una parroquia española del municipio de Pantón, en la provincia de Lugo, Galicia.

## Otras denominaciones
La parroquia también es conocida por los nombres de San Pedro Félix de Cangas y San Pedro Fiz de Cangas.

## Límites
Limita con las parroquias de Seguín y Deade al norte, Serode al este, Cangas al sur y Pombeiro al oeste.

## Organización territorial
La parroquia está formada por ocho entidades de población, constando siete de ellas en el nomenclátor del Instituto Nacional de Estadística español:

### Entidades de población
Entidades de población que forman parte de la parroquia:
- Arribada (A Arribada)
- Guende
- Lama (A Lama)
- Martiñal (A Martiñal)
- Outeiro (O Outeiro)
- Sernande
- Serode

### Despoblado
Despoblado que forma parte de la parroquia:
- Sanfiz (San Fiz)

## Demografía
| Gráfica de evolución demográfica de Cangas entre 2000 y 2020 |
|                                                              |
| Datos según el nomenclátor publicado por el INE.             |

## Lugares de interés
- Iglesia de San Félix de Cangas